# Filkeháza
Filkeháza (ruszinul: Φилкехаза) község Borsod-Abaúj-Zemplén vármegyében, a Sátoraljaújhelyi járásban.

## Fekvése

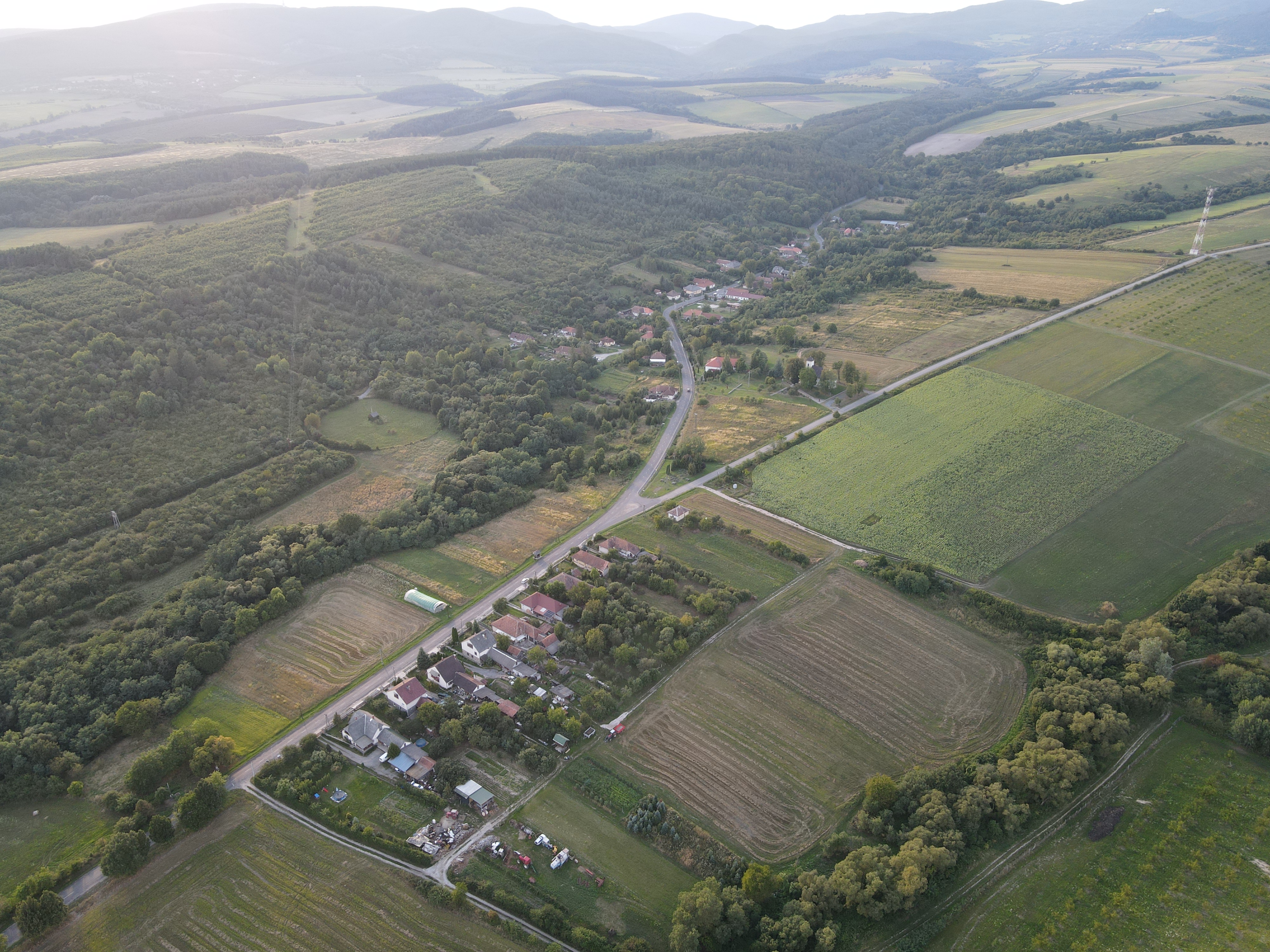
Filkeháza - légifelvétel

A Zempléni-hegység középső részén helyezkedik el, nem messze a szlovák határtól. A megyeszékhely Miskolctól közúton 89 kilométerre északkeletre, a legközelebbi nagyobb várostól, Sátoraljaújhelytől 18 kilométerre északnyugatra található.
A közvetlen szomszédos települések: észak felől Füzérkajata, kelet felől Füzérradvány, dél felől Pálháza, délnyugat felől Bózsva, nyugat felől Nyíri, északnyugat felől pedig Füzérkomlós és Füzér. Pálházától (mely egyben a legközelebbi város is) alig 2 kilométer választja el; Füzérkajata 3, Füzérkomlós 4 kilométerre fekszik tőle.

### Megközelítése
Csak közúton közelíthető meg, Kéked-Füzérkomlós vagy Sátoraljaújhely-Pálháza felől, mindkét irányból a 3719-es úton. A zsáktelepülésnek tekinthető Füzérkajatával a 37 123-as számú mellékút kapcsolja össze.

## Közélete

### Polgármesterei
- 1990–1994: Petercsák László (független)[5]
- 1994–1998: Petercsák László (független)[6]
- 1998–2002: Petercsák László (független)[7]
- 2002–2006: Petercsák László (független)[8]
- 2006–2010: Petercsák László (független)[9]
- 2010–2014: Csizmár Lászlóné (független)[10]
- 2014–2019: Csizmár Lászlóné (független)[11]
- 2019–2024: Szedlák Flórián (független)[12]
- 2024– : Szedlák Flórián (független)[1]

## Népesség
A település népességének változása:
| Lakosok száma | 108  | 103  | 99   | 70   | 86   | 91   | 83   |
|               | 2013 | 2014 | 2015 | 2021 | 2022 | 2023 | 2024 |

2001-ben a település lakosságának 88%-a magyar, 12%-a cigány nemzetiségűnek vallotta magát.
A 2011-es népszámlálás során a lakosok 98,2%-a magyarnak, 49,1% ruszinnak mondta magát (1,8% nem válaszolt; a kettős identitások miatt a végösszeg nagyobb lehet 100%-nál). A vallási megoszlás a következő volt: római katolikus 22,7%, református 3,6%, görögkatolikus 62,7%, felekezeten kívüli 1,8% (8,2% nem válaszolt).
2022-ben a lakosság 90,7%-a vallotta magát magyarnak, 37,2% ruszinnak, 2,3% németnek, 5,8% egyéb, nem hazai nemzetiségűnek (9,3% nem nyilatkozott; a kettős identitások miatt a végösszeg nagyobb lehet 100%-nál). Vallásuk szerint 12,8% volt római katolikus, 11,6% református, 36% görög katolikus, 1,2% felekezeten kívüli (37,2% nem válaszolt).

## Nevezetességei
- Szentháromság templom

## Nevezetes emberek
- Itt született 1947-ben Petercsák Tivadar etnográfus, az MTA köztestületi tagja